# Jerzy Pawełczyk
Jerzy Pawełczyk (ur. 1927, zm. 2013) – polski działacz środowiska zawodowego księgowych, członek honorowy oraz członek władz Stowarzyszenia Księgowych w Polsce, prezesa Zarządu Oddziału Okręgowego w Kielcach w latach 1978-1990.
Pochowany na Cmentarzu parafialnym Piaski w Kielcach. 

## Odznaczenia
- Krzyż Kawalerski Orderu Odrodzenia Polski
- Złota Odznaka "Zasłużony w rozwoju Stowarzyszenia Księgowych w Polsce"
- Srebrna Odznaka "Zasłużony w rozwoju Stowarzyszenia Księgowych w Polsce"